# Sergej Gončar
Sergej Viktorovič Gončar (in russo Серге́й Ви́кторович Гонча́р?; Čeljabinsk, 13 aprile 1974) è un ex hockeista su ghiaccio russo.

## Palmarès

### Olimpiadi invernali
- 2 medaglie:
  - 1 argento (Nagano 1998)
  - 1 bronzo (Salt Lake City 2002)

### Mondiali
- 2 medaglie:
  - 1 argento (Germania 2010)
  - 1 bronzo (Germania 2007)